# Силогоманія

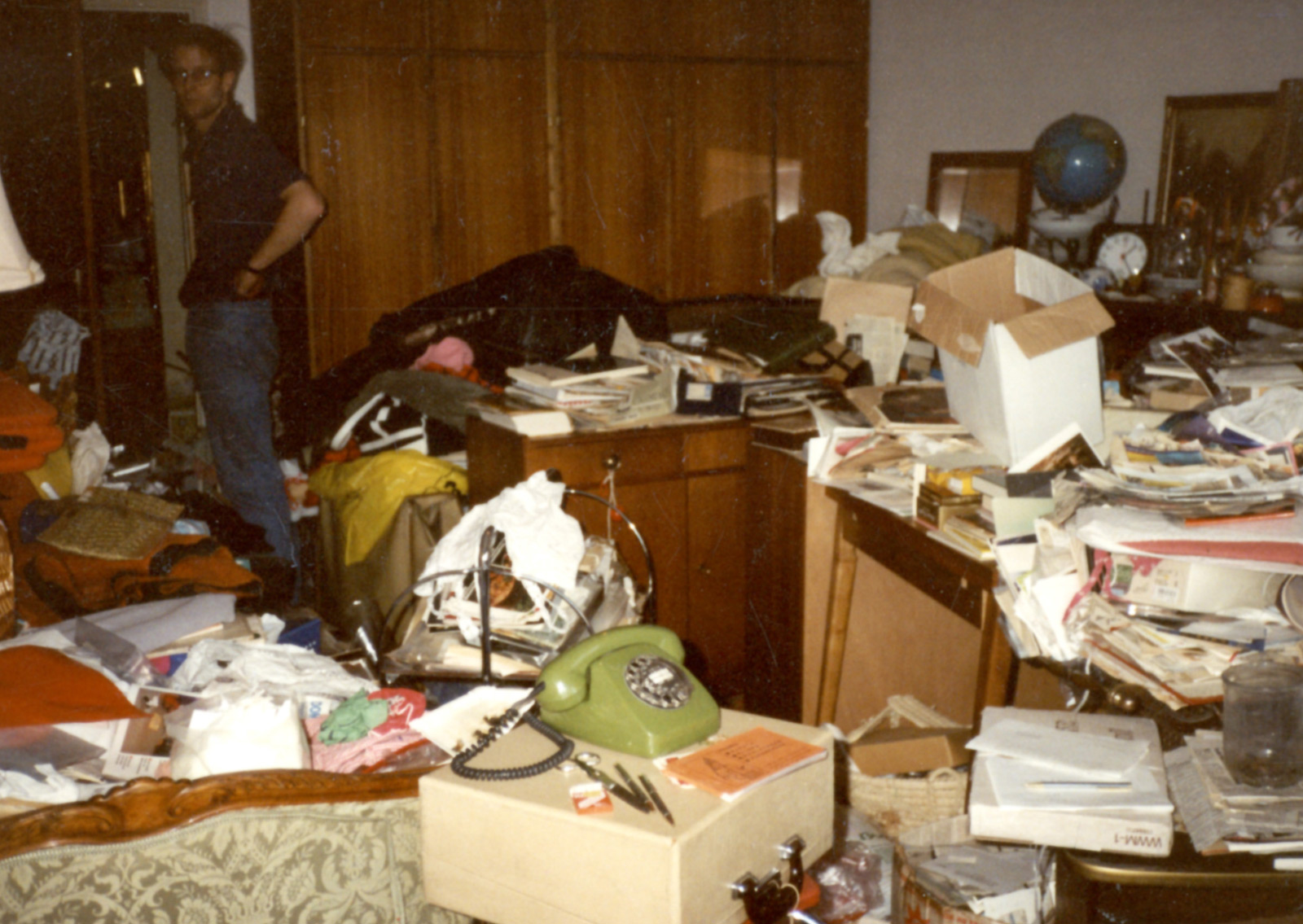
Кімната людини, що має схильність до патологічного накопичення

Силогома́нія (від грец. σύλλογος — «збирання») патологічне накопичення, синдром Плюшкіна, диспозофобія, синдром месі тощо — різновид нав'язливої поведінки, що проявляється у збиранні, накопиченні та зберіганні речей, які не використовуються у повсякденному житті.
Зазвичай мова йде про речі домашнього ужитку або їхні залишки, що через їх надмірне накопичення можуть стояти на заваді використання окремих житлових приміщень, квартир та помешкань загалом за їхнім безпосереднім функціональним призначенням. Люди, що страждають такого типу розладами при зовні нормальному способі життя, через безлад у помешканні, створюють великі перешкоди для власних соціальних контактів та мають чимало проблем у спілкуванні з родичами. У 2013 році силогоманію було включено до 5-го видання діагностичного посібника з розумових розладів.
З медичної точки зору синдром Плюшкіна складно назвати захворюванням і дисфункціональним порушенням організму. Але психотерапевти і психологи наполягають на тому, що це серйозна проблема, що вимагає корекції й професійної допомоги. В іншому випадку патологічно ненормальна поведінка призведе до компульсивного розладу, негативно відіб'ється на якості життя.

## Історія
Виникнення та поширення у побутовому та науковому лексиконах понять, що використовуються для позначення цього виду нав'язливої патологічної поведінки, мають свої культурно-національні відмінності. З огляду на те, що проблема діагностована медициною відносно недавно, саме в медичному середовищі вона не до кінця уніфікована в плані закріплення якоїсь інтернаціональної назви.

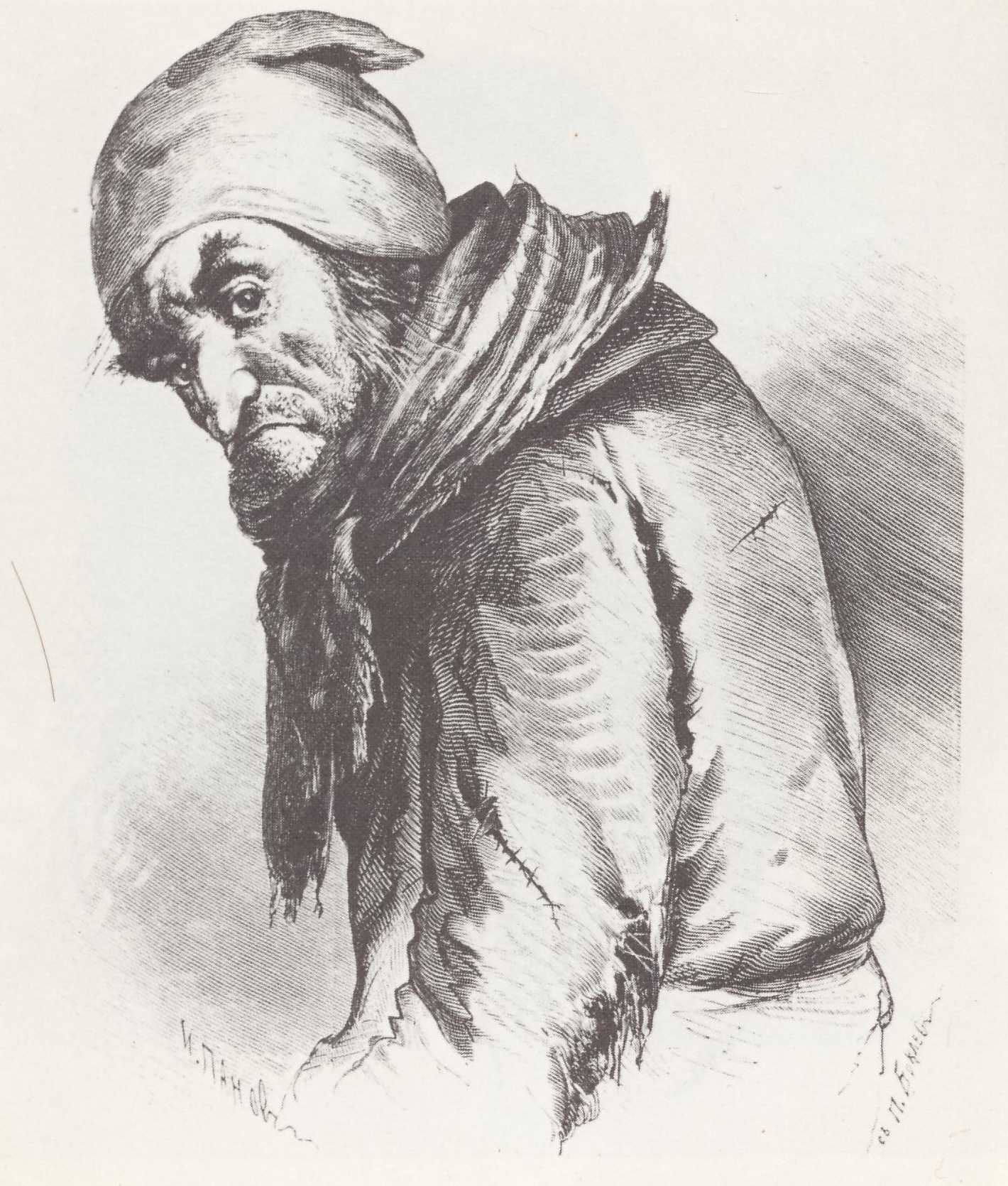
Поміщик Плюшкін. Ілюстрація до роману М. В. Гоголя «Мертві душі»

Неологізм «синдром месі» як варіант назви був запроваджений американською вчителькою Сандрою Фелтон, яка сама впродовж 23 років страждала від цього розладу. За її оцінками в одних лише Сполучених Штатах цю патологію має близько 33 млн осіб або 12 % усього населення країни. В англомовному середовищі цей термін не одразу прижився. Протягом багатьох років С.Фелтон займалася пропагуванням власної концепції боротьби з цією складною проблемою, видала серію книг та пресрелізів на цю тему, заснувала у 80-х роках минулого століття товариство «Анонімних нечепур» за аналогією з уже поширеним тоді товариством анонімних алкоголіків. Термін прижився в німецькомовному середовищі.
У російськомовному середовищі іноді застосовується термін «синдром Плюшкіна», що бере свою назву від прізвища одного з персонажів відомого твору М. В. Гоголя «Мертві душі».

## Епідеміологія
Силогоманія ідентифікується в межах від 2 % до 6 % дорослого населення. Поширеність серед підлітків з невеликим переважанням жіночої статі складає близько 2 %. Діагностована у підлітковому віці проблема зазвичай набуває хронічних ознак і має тенденцію до загострення у старшому віці.

## Причини розвитку синдрому
Причинами патологічного накопичення можуть бути травматичні події в житті або психічні розлади, такі як депресія, деменція, синдром дефіциту уваги з гіперактивністю (СДУГ), шизофренія та інші. У багатьох випадках схильність до патологічного накопичення з'являється у зв'язку з серйозними життєвими потрясіннями, такими як розлучення, важка хвороба або смерть близької людини, що стимулює спочатку зберігати речі близької людини, але поступово нав'язливе накопичення починає стосуватися й інших речей і набуває загрозливих форм і масштабів.
Своєчасна діагностика та психотерапевтична допомога можуть допомогти людям з таким розладом відновити якісне та повноцінне життя.

## Симптоми
Типові симптоми силогоманії:

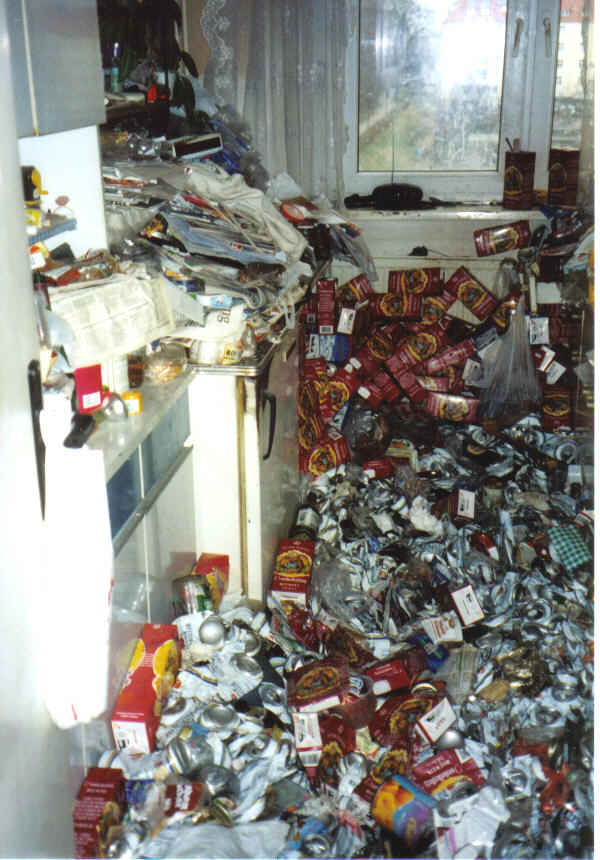
Захаращене житло силогомана

- прогресуюча схильність до збереження старих речей, навіть тих, які малоймовірно будь-яким чином можна буде використовувати в майбутньому;
- стрес і тривога при спробі позбутися зайвих предметів і речей, тривожність щодо їх майбутнього;
- звалювання предметів і речей та їхніх залишків у безладні купи, без розбору, системи і сортування;
- недовіра до осіб, які цікавляться цими предметами та речами або навіть торкаються до них;
- обмеження соціальних комунікацій з родичами, друзями та сусідами;
- поступове обмеження об'ємів життєвого простору через надмірне накопичення речей, відсутність місця для їх зберігання, безлад у житлі;
- повна безпорадність перед хаосом речей.

У найгостріших формах силогоманія через хаотичне і неконтрольоване накопичення речей може спричинити пожежі, антисанітарні умови та інші ризики для здоров'я та безпеки самої особи, її родичів та сусідів. Схильні до цього розладу люди суб'єктивно і неадекватно раціоналізують свою поведінку і вважають її нормальною навіть у найкритичніших випадках, коли вони фізично уже не здатні поміститися у своїх помешканнях через захаращеність речами.